# FC Dila Gori
FC Dila Gori (gruzínsky: საფეხბურთო კლუბი დილა) je gruzínský fotbalový klub z města Gori. Založen byl v roce 1949. Své domácí zápasy hraje na Stadionu Tengize Burjanadze, který má kapacitu 5000 diváků. Jednou vyhrál nejvyšší gruzínskou soutěž (2014/15) a jednou gruzínský pohár (2011/12). Sedmkrát si zahrál evropské poháry. K nejslavnějším výsledkům v nich patří vyřazení chorvatského klubu Hajduku Split z Evropské ligy v roce 2013 nebo slovenského klubu DAC Dunajská Streda z Konferenční ligy roku 2023. Klubovými barvami jsou červená a modrá. Za sovětských časů klub nikdy nejvyšší soutěž nehrál, dostal se do ní až po vzniku samostatné Gruzie. Od té doby ale patří k domácí elitě. Zajímavostí je, že klub byl pojmenován Dila ("Jitro") podle básně Josifa Stalina, který se ve městě Gori narodil.

## Výsledky v evropských pohárech
| Sezóna  | Soutěž           | Kolo        | Soupeř               | Doma | Venku | Celkové skóre |
| ------- | ---------------- | ----------- | -------------------- | ---- | ----- | ------------- |
| 2012–13 | Evropská liga    | 2. předkolo | Aarhus GF            | 3–1  | 2–1   | 5–2           |
| 2012–13 | Evropská liga    | 3. předkolo | Anorthosis Famagusta | 0–1  | 3–0   | 3–1           |
| 2012–13 | Evropská liga    | 4. předkolo | CS Marítimo          | 0–2  | 0–1   | 0–3           |
| 2013–14 | Evropská liga    | 2. předkolo | AaB Fodbold          | 3–0  | 0–0   | 3–0           |
| 2013–14 | Evropská liga    | 3. předkolo | Hajduk Split         | 1–0  | 1–0   | 2–0           |
| 2013–14 | Evropská liga    | 4. předkolo | Rapid Vídeň          | 0–3  | 0–1   | 0–4           |
| 2015–16 | Liga mistrů      | 1. kolo     | Partizan Bělehrad    | 0–2  | 0–1   | 0–3           |
| 2016–17 | Evropská liga    | 1. kolo     | Širak Gjumri         | 1–0  | 0–1   | 1–1           |
| 2021–22 | Konferenční liga | 1. kolo     | MŠK Žilina           | 2–1  | 1–5   | 3–6           |
| 2022–23 | Konferenční liga | 1. kolo     | Kuopion Palloseura   | 0–0  | 0–2   | 0–2           |
| 2023–24 | Konferenční liga | 1. kolo     | DAC Dunajská Streda  | 2–0  | 1–2   | 3–2           |
| 2023–24 | Konferenční liga | 2. kolo     | Vorskla Poltava      | 3–1  | 1–2   | 4–3           |
| 2023–24 | Konferenční liga | 3. kolo     | APOEL                | 0–2  | 0–1   | 0–3           |